# Nogajhorden
Nogaj-horden (også stavet Nohaj) var en konføderation bestående af omtrent atten tyrkiske og mongolske stammer på Den pontisk-kaspiske steppe fra omkring år 1500 til de blev drevet vest over af kalmukkerne og syd af russerne i det 17. århundrede. Mongolstammen kaldet manghiterne udgjorde kernen i Nogaj-horden. 
I det 13. århundrede dannede Nogaj Khan - en direkte efterkommer af Djengis Khan gennem hans søn Dzjosjy - en manghit-hær samt andre tyrkiske stammer. Et århundrede senere var nogajerne ledet af Edigu, en leder med både manghit-aner og slægtskab til Dzjosjy - som dannet Nogaj-dynastiet.
Nogaj-horden dukkede op mellem 1391 og 1399 i magtvakuummet efter Den Gyldne Hordes opløsning.